# Unterpreuschwitz
Unterpreuschwitz ist Gemeindeteil der kreisfreien Stadt Bayreuth im bayerischen Regierungsbezirk Oberfranken. Unterpreuschwitz liegt in der Gemarkung Oberpreuschwitz.

## Geografie
Der Weiler liegt an der Preuschwitzerin, einem linken Zufluss des Roten Mains. Es steht dort eine Eiche, die als Naturdenkmal ausgezeichnet ist. Eine Gemeindeverbindungsstraße führt nach Oberobsang (1,1 km östlich).

## Geschichte
Zur Realgemeinde Unterpreuschwitz gehörte Wiesen. Gegen Ende des 18. Jahrhunderts bestand Unterpreuschwitz aus fünf Halbhöfe. Die Hochgerichtsbarkeit stand dem bayreuthischen Stadtvogteiamt Bayreuth zu. Die Dorf- und Gemeindeherrschaft sowie die Grundherrschaft über sämtliche Anwesen hatte das Hofkastenamt Bayreuth.
Von 1797 bis 1810 unterstand der Ort dem Justiz- und Kammeramt Bayreuth. Mit dem Gemeindeedikt wurde Unterpreuschwitz dem 1812 gebildeten Steuerdistrikt Eckersdorf zugewiesen. Zugleich entstand die Ruralgemeinde Unterpreuschwitz, zu der Wiesen gehörte. Sie war in Verwaltung und Gerichtsbarkeit dem Landgericht Bayreuth zugeordnet und in der Finanzverwaltung dem Rentamt Bayreuth. Mit dem Gemeindeedikt von 1818 erfolgte die Eingemeindung nach Oberpreuschwitz. Am 1. Juli 1976 wurde Unterpreuschwitz im Zuge der Gebietsreform in Bayern nach Bayreuth eingemeindet.

### Einwohnerentwicklung
| Jahr      | 001819 | 001822 | 001861 | 001871 | 001885 | 001900 | 001925 | 001950 | 001961 | 001970 | 001987 |
| Einwohner | 32 *   | 35     | 61     | 48     | 39     | 33     | 42     | 38     | 32     | 26     | 30     |
| Häuser    |        | 8      |        |        | 5      | 6      | 5      | 5      | 5      |        | 6      |
| Quelle    | [ 9 ]  | [ 6 ]  | [ 10 ] | [ 11 ] | [ 12 ] | [ 13 ] | [ 14 ] | [ 15 ] | [ 16 ] | [ 17 ] | [ 1 ]  |

## Religion
Unterpreuschwitz ist evangelisch-lutherisch geprägt und war ursprünglich nach Heilig Dreifaltigkeit (Bayreuth) gepfarrt. Seit Mitte des 20. Jahrhunderts ist die Pfarrei Versöhnungskirche (Heinersreuth) zuständig.